# 汤原站
汤原站，位于中华人民共和国黑龙江省佳木斯市汤原县汤原镇，是绥佳铁路上的火车站，建于1941年，由哈尔滨铁路局管辖。

## 車站周邊
- 汤原县高级中学
- 汤原县人民法院胜利法庭
- 汤原县结核病防治所
- 汤原县人民医院
- 汤原县博物馆
- 汤原县档案局
- 汤原公路客运站
- 汤原县交通局

## 歷史
- 建于1941年。

## 外部連結
- 中国铁路客户服务中心 （页面存档备份，存于）